# Campylomyza alnea
Campylomyza alnea är en tvåvingeart som beskrevs av Jaschhof 2009. Campylomyza alnea ingår i släktet Campylomyza, och familjen gallmyggor. Arten är reproducerande i Sverige.